# Иваницкий, Александр Яковлевич
Алекса́ндр Я́ковлевич Ивани́цкий (22 января 1840 — 4 августа 1903) — русский военный деятель, генерал-лейтенант (1901), генерал-майор (1896). Командир 136-го пехотного Таганрогского (1889—1892) и 52-го пехотного Виленского полков (1892—1898).

## Биография
Поляк. Католик. Образование получил в Киевском кадетском корпусе и Константиновском военном училище. Офицером 1 июня 1859 года. В службу вступил 16.06.1859, прапорщик (16.06.1859), подпоручик (25.07.1862), поручик (27.07.1865), штабс-капитан (23.04.1869), капитан (30.08.1873), подполковник (12.12.1875, за боевое отличие), полковник (28.05.1881), генерал-майор (14.05.1896).
Командовал ротой 11 месяцев. Старший адъютант окружного инженерного управления Туркестанского военного округа (08.02.1871—25.12.1875), командир Туркестанского сапёрного полубатальона (18.11.1880—11.10.1889), командир 136-го пехотного Таганрогского полка (11.10.1889—22.01.1892), командир 52-го пехотного Виленского полка (22.01.1892—14.01.1898), командир 1 бригады 44 пехотной дивизии (14.01.1898—22.01.1901).
Участник польской кампании 1863—1864 годов, а также кампаний 1873, 1875 (ранен), 1876, 1878 годов в Средней Азии.
Высочайшим приказом от 22.01.1901 командир 1-й бригады 44-й пехотной дивизии, числящийся по армейской пехоте, генерал-майор Иваницкий уволен от службы, на основании Высочайше утверждённых 3 июля 1899 г. временных правил, с производством в генерал-лейтенанты, с мундиром и пенсией.
Был женат, имел дочь.
Александр Яковлевич Иваницкий скончался 4 августа 1903 года и похоронен на Симоновском кладбище в Старой Руссе Новгородской области.

## Награды
- орден Святого Станислава 3-й ст. с мечами и бантом (1863),
- орден Святой Анны 3-й ст. (1871),
- орден Святого Станислава 2-й ст. с императорской короной и мечами (1874),
- орден Святого Владимира 4-й ст. с мечами и бантом (1876)
- орден Святой Анны 2-й ст. (1883),
- орден Святого Владимира 3-й ст. (1886).